# Larry Stewart (Philanthrop)
Larry Stewart (* 1948 in Bruce, Mississippi; † 12. Januar 2007) war ein US-amerikanischer Philanthrop, auch als „Secret Santa“ bekannt.
Der in Kansas City lebende Stewart begann nach seinem Aufstieg aus ärmlichen Verhältnissen im Jahr 1970 damit, kleine und mittlere Geldbeträge anonym, aber eigenhändig direkt an Bedürftige auszuteilen. Obwohl er währenddessen fortfuhr, die Wohlfahrtseinrichtungen verschiedener Gemeinden (unter anderem seiner Heimatstadt Bruce) finanziell zu unterstützen, glaubte Larry Stewart fest an seine Praxis der direkten „Geldübergabe“, weil „die Menschen das weder beantragen noch sich darauf bewerben oder irgendwo hinten anstellen müssen“. Seinen Reichtum hatte Stewart im Unterhaltungs- und Fernmeldewesen erwirtschaftet. Bis zu seinem Tod hatte er bereits über 1,3 Millionen Dollar persönlich an Bedürftige übergeben, sein Inkognito aber erst 2006 gelüftet, nachdem er an Speiseröhrenkrebs erkrankt war. Stewart begann, andere in Philosophie und Wesen seiner Freigiebigkeit einzuweihen und auch in der Ausübung zu schulen. Neben den Geldmitteln, die Stewart dazu bereitstellte, wandten die Bewerber in der Weihnachtszeit 2006 bereitwillig insgesamt 65 000 Dollar aus eigenen Mitteln auf.
Larry Stewart starb am 12. Januar 2007 an Speiseröhrenkrebs.